# C4 Pedro
C4 Pedro, pseudonimo di Pedro Henriques Lisboa Santos (Luanda, 7 luglio 1983), è un cantante angolano.

## Biografia
C4 Pedro ha vinto il suo primo MTV Africa Music Award nel 2016, anno in cui si è portato a casa la statuetta al miglior artista lusofono. È stato candidato per l'MTV Europe Music Award al miglior artista africano del 2017. Ha piazzato due brani nella top 100 portoghese, nonché ricevuto due certificazioni di platino dalla Associação Fonográfica Portuguesa.
Ai PLAY - Portuguese Music Awards, i principali premi musicali del Portogallo, ha conseguito la nomination al premio lusofono in due occasioni, una con Se eu soubesse (2019) e l'altra con Nossas coisas (2022).

## Discografia

### Album in studio
- 2008 – Lagrimas
- 2015 – King ckwa
- 2019 – The Gentleman
- 2020 – Bipolar - dragão
- 2020 – Bipolar - lágrimas

### Album dal vivo
- 2016 – King ckwa: Ao vivo no Campo Pequeno

### Singoli
- 2012 – Não quero ficar sozinho
- 2013 – Aonde é que eu falhei (con Chelsy Shantel e Big Nelo)
- 2015 – Estragar (feat. Agir)
- 2015 – African Beauty
- 2016 – Som do negão (feat. Pilukas & Dayane)
- 2016 – Céu
- 2017 – Vou ter saudades
- 2017 – Love Again (feat. Sauti Sol)
- 2018 – Quero mais love (feat. Stonebwoy)
- 2018 – Porque é que eu te amo?
- 2018 – Se eu soubesse
- 2018 – Vane...
- 2018 – Viva la vida louca!
- 2018 – Acaba de dar o toque
- 2019 – Perigosa (feat. Anselmo Ralph)
- 2019 – Último poeta
- 2020 – Milagre
- 2020 – Nossas coisas (solo o feat. Ary)
- 2021 – Pele negra
- 2021 – Right Right Right
- 2021 – Homenagem II (con Ary)
- 2021 – Posa (con Zara Williams)
- 2022 – Está tudo bem
- 2022 – Cofres do céu
- 2022 – Na boloko (con Zara Williams)
- 2023 – Se vou ou se fico
- 2023 – Você é quem? (feat. Vado Poster & Fábio Dance)
- 2023 – Agora dança (con Bruna Amado)
- 2023 – Morena achada
- 2024 – Grega (con Black Spygo e Bruna Amado feat. Black Vision)
- 2024 – Pai nosso (con Prodigio e DJ Tafinha)
- 2024 – Cobertor para o frio (con Young Double)
- 2024 – Vai dar merda (con Altifridi)
- 2024 – Accelerate (con Florito)
- 2024 – Te amar é bom (con Johnny Ramos)
- 2024 – Popo poo (con Lil Scrappy e P.M.P)